# Madarász Iván
Madarász Iván Gábor (Budapest, 1949. február 10. –) Kossuth-díjas és Erkel Ferenc-díjas magyar zeneszerző. Szinte minden műfajban alkot. Legismertebbek színpadi művei, hangszeres szerzeményei közt megkülönböztetett hely illeti meg fuvolára írott darabjait.

## Életpályája
A Bartók Béla Konzervatóriumban Szelényi István növendéke volt. A Zeneakadémián 1968 és 1972 között Szervánszky Endrénél (zeneszerzés) és Ferenczy Györgynél (zongora) tanult. Diplomamunkája A nő meg az ördög című tv-opera volt.
Első munkahelye az Országos Filharmónia volt, majd 1973-ban a Zeneakadémia pécsi tagozatán lett zeneelmélet tanár. 1980-ban került vissza a Liszt Ferenc főiskola budapesti központjába, ahol 2002 óta már egyetemi tanári rangban oktat a zenetudományi és -elméleti tanszéken.
A Szerzői Jogvédő Iroda Egyesület (Artisjus) vezetőségének tagja.
A Magyar Zeneszerzők Egyesületének alapító és elnökségi tagja.
Több zenei alapítvány kurátora.

## Díjai
- Erkel Ferenc-díj (1992)
- Bartók–Pásztory-díj (1998)
- a 'Hímzett hangok' című művével meghívás az ISCM Yokohamai Világzenei Fesztiváljára (2001)
- A Magyar Köztársasági Érdemrend lovagkeresztje (2005)
- Kossuth-díj (2016)

## Főbb művei

### Színpadi művek,operák:
- A nő meg az ördög – vígopera, a Magyar Televízió megrendelésére
- Lót – egyfelvonásos opera, a Magyar Televízió megrendelésére
- Utolsó keringő – egyfelvonásos opera, a Magyar Állami Operaház megrendelésére
- Négy musical hazai színházak megrendelésére
- Árva Lázár

### Versenyművek
- 2 fuvolaverseny (Concerto F(L)A, Flautiáda)
- 2 Zongoraverseny
- Cimbalomverseny
- Tubaverseny (Concertuba)

### Egyéb
- Több oratórium és kantáta
- Kamaraművek, dalok, kórusművek
- Számos filmzene és televíziós kísérőzene
- Élő elektronikus kompozíciók

### Kiadásban megjelent művei
- Mozaikok (hegedűre)
- Ludi – zongora
- Szív dobban – kórus
- Lót imája – kamarazene
- Re-Petito – kamara
- Három duó fuvolára
- One minutes Stories
- Fürzogy – fuvola
- Párbeszéd – kamarazene
- Concerto F(L)A – fuvolaverseny

## Diszkográfia
Öt önálló szerzői album. Több kompozíciója szerepelt antológiákban és előadói CD-ken.
- HCD 32147 Orfeusz gesztusai, Dionüszosz geometriája, Archai-archi, Tabulatúra, Egyperces novellák, Talizmán
- HCD 31830 Flautiáda Concertuba Musica solenne
- HCD 31671 Concerto F(L)A (1993) Hímzett hangok (1989) Echo (1982) Sebességek két fuvolára (1984) Egy történet fejezetei (1989)
- HCD 31819 Lót, Refrain – opera egy felvonásban (1985) (szöveg: Romhányi Ágnes)
- HCD 32349 Muzsikáló mesék (2006)